# Andrespol (gromada)
Andrespol – dawna gromada, czyli najmniejsza jednostka podziału terytorialnego Polskiej Rzeczypospolitej Ludowej w latach 1954–1972.
Gromady, z gromadzkimi radami narodowymi (GRN) jako organami władzy najniższego stopnia na wsi, funkcjonowały od reformy reorganizującej administrację wiejską przeprowadzonej jesienią 1954 do momentu ich zniesienia z dniem 1 stycznia 1973, tym samym wypierając organizację gminną w latach 1954–1972.
Gromadę Andrespol siedzibą GRN w Andrespolu utworzono – jako jedną z 8759 gromad na obszarze Polski – w powiecie brzezińskim w woj. łódzkim, na mocy uchwały nr 29/54 WRN w Łodzi z dnia 4 października 1954. W skład jednostki weszły obszary dotychczasowych gromad Andrespol, Bedoń Przykościelny i Bedoń wieś oraz wieś Hulanka z dotychczasowej gromady Justynów ze zniesionej gminy Gałkówek w powiecie brzezińskim. Dla gromady ustalono 26 członków gromadzkiej rady narodowej.
1 stycznia 1958 gromadę włączono do powiatu łódzkiego w tymże województwie. Tego samego dnia do gromady Andrespol przyłączono obszar zniesionej gromady Wiśniowa Góra (Kraszew, Stróżę i Wiśniową Górę) w tymże powiecie.
Gromadę zniesiono 30 czerwca 1963, kiedy to jej obszar (a także obszar zniesionej gromady Andrzejów) złożył się na nowo utworzone osiedle Andrespol.
W sumie osiedle Andrespol objęło maksymalny zasięg w latach 1963–1964: Andrespol, Andrzejów, Bedoń Przykościelny, Bedoń-Wieś, Feliksin, Hulanka, Kraszew, Nery, Nowy Bedoń, Sąsieczno, Stróża, Ustronie, Wiskitno A-Las i Wiśniowa Góra. 1 stycznia 1965 Ustronie wraz z nowo powstałym osiedlem mieszkaniowym Olechów oraz gruntami Polskich Kolei Państwowych wyłączono z Andrespola i włączono do Łodzi. 1 stycznia 1973 Andrespol utracił status osiedla, i rozpadł się na poszczególne miejscowości o statusie wsi, z których utworzono po raz pierwszy gminę Andrespol w powiecie łódzkim (oprócz Wiskitna A-Lasu, które weszło w skład gminy Brójce; do gminy Andrespol dołączono natomiast Janówkę i Justynów ze zniesionej gromady Gałków Duży, a Hulankę włączono do Justynowa. 1 stycznia 1988 Andrzejów, Feliksin, Nery i Sąsieczno (a także Wiskitno A-Las) włączono do Łodzi.